# Lijst van voetbalinterlands België - Sovjet-Unie
Deze lijst van voetbalinterlands is een overzicht van alle officiële voetbalwedstrijden tussen de nationale teams van België en de Sovjet-Unie. De landen hebben vijf keer tegen elkaar gespeeld. De eerste wedstrijd, een vriendschappelijk duel, was op 22 mei 1966 in Brussel. Het laatste duel vond plaats op 15 juni 1986 in León (Mexico), tijdens het Wereldkampioenschap voetbal 1986.

## Wedstrijden
| № | Plaats      | Datum         | Competitie        | Wedstrijd            | Uitslag |
| - | ----------- | ------------- | ----------------- | -------------------- | ------- |
| 1 | Brussel     | 22 mei 1966   | Vriendschappelijk | België − Sovjet-Unie | 0 − 1   |
| 2 | Moskou      | 24 april 1968 | Vriendschappelijk | Sovjet-Unie − België | 1 − 0   |
| 3 | Mexico-Stad | 6 juni 1970   | WK 1970           | Sovjet-Unie − België | 4 − 1   |
| 4 | Barcelona   | 1 juli 1982   | WK 1982           | België − Sovjet-Unie | 0 − 1   |
| 5 | León        | 15 juni 1986  | WK 1986           | Sovjet-Unie − België | 3 − 4   |

## Samenvatting
| Competitie        | Totaal gespeeld | Winst België | Gelijk | Winst Sovjet-Unie | Doelsaldo België – Sovjet-Unie |
| ----------------- | --------------- | ------------ | ------ | ----------------- | ------------------------------ |
| WK-eindronde      | 3               | 1            | 0      | 2                 | 5 − 8                          |
| Vriendschappelijk | 2               | 0            | 0      | 2                 | 0 − 2                          |
| Totaal            | 5               | 1            | 0      | 4                 | 5 − 10                         |

Wedstrijden bepaald door strafschoppen worden, in lijn met de FIFA, als een gelijkspel gerekend.

## Details

### Vierde ontmoeting
| WK 1982 (Barcelona, Spanje, 1 juli 1982): |              | |
| België | 0 – 1        | Sovjet-Unie |
| | goals        | 46' Choren Oganesjan |
| Guy Thys | bondscoach   | Konstantin Beskov |
| Jacques Munaron Michel Renquin Luc Millecamps Walter Meeuws Maurits De Schrijver 65' Guy Vandersmissen 58' Ludo Coeck Frank Vercauteren René Verheyen Erwin Vandenbergh Jan Ceulemans | opstellingen | Rinat Dasajev Sergei Borovski Aleksandr Tsjivadze Sergei Baltatsja Anatoli Demjanenko Vladimir Bessonov 87' Andrij Bal Joeri Gavrilov 89' Ramaz Sjengelija Choren Oganesjan Oleh Blochin |
| Alex Czerniatynski 58' Marc Millecamps 65' | wissels      | 82' Vitali Daraselia 89' Sergei Rodionov |
| | gele kaarten | 75' Volodymyr Bezsonov 85' Rinat Dasajev |

### Vijfde ontmoeting
| WK 1986 (León, Mexico, 15 juni 1986):                      |       |                                                                        |
| Sovjet-Unie                                                | 3 – 4 | België                                                                 |
| Igor Belanov 27' Igor Belanov 70' Igor Belanov 111' (pen.) | goals | 56' Enzo Scifo 77' Jan Ceulemans 102' Stéphane Demol 110' Nico Claesen |